# Alatiliparis otochilus
Alatiliparis otochilus är en orkidéart som beskrevs av Marg. och Dariusz Lucjan Szlachetko. Alatiliparis otochilus ingår i släktet Alatiliparis och familjen orkidéer.
Artens utbredningsområde är Sumatera. Inga underarter finns listade i Catalogue of Life.